# Challenge international de tourisme 1929
Navigation
Challenge 1930
Le Challenge 1929 était la première édition du Challenge international de tourisme organisé par l'Aéro-Club de France qui s'est déroulé du 4 au 16 août 1929 à Paris, en France.

## Organisation
Le concours a été conçu par l’Aéro-Club de France, inspiré du Concours international d’avions légers, organisé en France en 1928. L’idée d’un concours d’avions de Tourisme a été approuvée par la FAI.
Le concours débuta le 4 août 1929 à Paris. Il comprenait deux parties : des épreuves techniques d’avions et une épreuve d'endurance sous la forme de rallye à travers l’Europe. L'un des objectifs du challenge étant de faire progresser la construction aéronautique. Les essais techniques comprenaient également une évaluation de la construction, destinée au perfectionnement des avions touristiques.
55 avions sont inscrits dans le challenge, originaire de six pays : Allemagne (24 équipages), Italie (12 équipages), France (9 équipages), Royaume-Uni (5 équipages), Tchécoslovaquie (3 équipages) et Suisse (2 équipages). Certains équipages comprenaient des aviateurs étrangers. Le canadien John Carberry pilotait un avion allemand RK-25 et l'équipe de France comprenait deux Belges. Parmi les Britanniques, il y avait une femme Winifred Spooner (la deuxième, Mary Bailey, participa au rallye hors compétition). 
Tous les avions volaient avec des équipages de deux hommes, pilote et passager ou mécanicien

## Avions

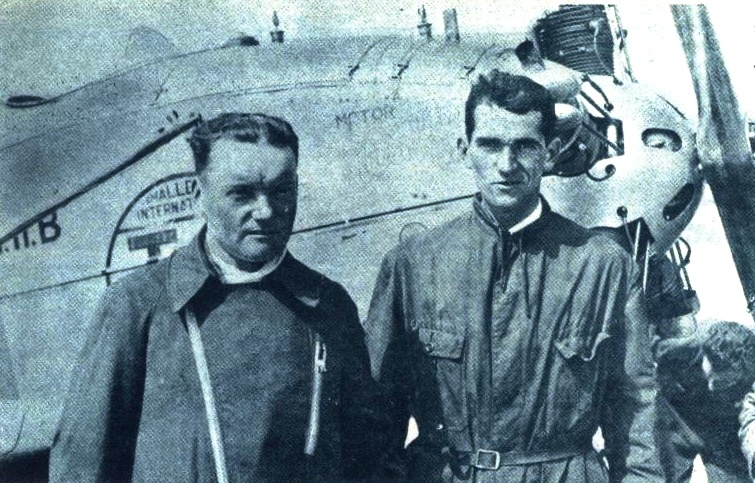
Le tchèque František Klepš et son mécanicien devant son avion BH-11.

Les avions en lice étaient des avions sportifs populaires de la fin des années 1920, comme de Havilland Gipsy Moth (DH-60G), qui était le principal avion de l’équipe britannique. Ces avions avaient principalement des cabines ouvertes, construites en configuration à voilure basse, haute ou biplan. Contrairement aux années suivantes, aucun avion n'a été construit spécialement pour un challenge. Seul le tchécoslovaque Avia BH-11B Antelope est une version améliorée par l'ajout d'ailes repliables. Tous les aéronefs en compétition avaient un train d'atterrissage fixe. Les plus nombreux sont les Allemands BFW M.23b (9 avions) et Klemm (6 du modèle L.25 Ia, dont 2 dans l’équipe suisse et 2 du modèle L.26). Les BFW et Klemms étaient des avions à ailes basses en bois dotés de cabines tandem ouvertes à deux places.

## Compétition

### Épreuve technique

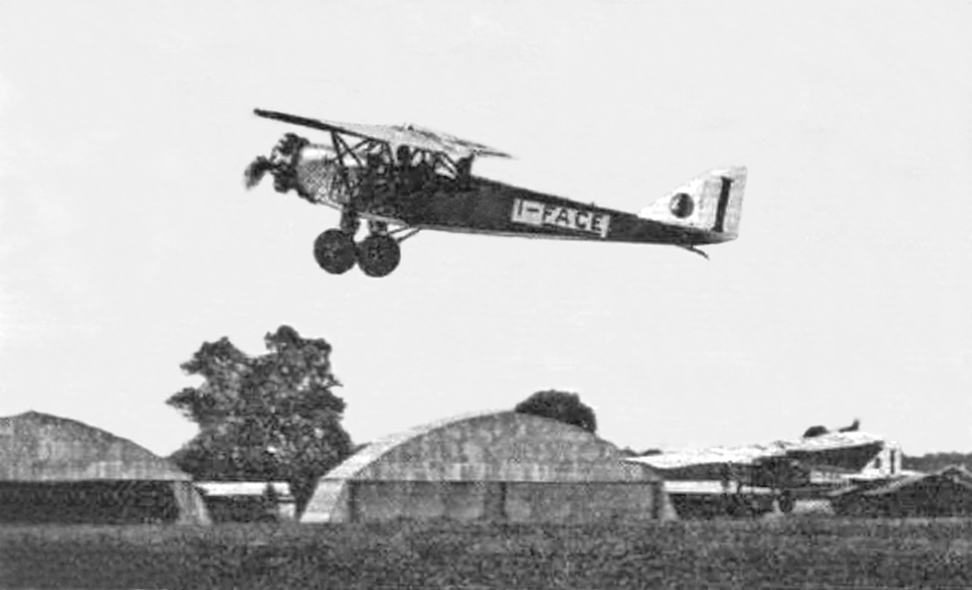
The IMAM Ro.5 at the 1929 International Challenge

| Pos. | Pilote            | Équipe          | Avions             | Points |
| ---- | ----------------- | --------------- | ------------------ | ------ |
| 1    | Johannes Nehring  | Allemagne       | Darmstadt D-18     | 32.5   |
| 1    | Hans Wirth        | Suisse          | Klemm L 25 Ia      | 32.5   |
| 1    | František Klepš   | Tchécoslovaquie | Avia BH-11         | 32.5   |
| 4    | Robert Lusser     | Allemagne       | Klemm L 25 Ia      | 30.5   |
| 5    | Waldemar Roeder   | Allemagne       | Junkers A 50       | 30.25  |
| 5    | Reinhold Poss     | Allemagne       | Klemm L 25 Ia      | 30.25  |
| 7    | Friedrich Siebel  | Allemagne       | Klemm L 25 Ia      | 30     |
| 8    | Johann Risztics   | Allemagne       | Junkers A 50       | 29.75  |
| 9    | Wolf Hirth        | Allemagne       | Klemm L 25 Ia      | 29.5   |
| 9    | Franz Kneer       | Allemagne       | Junkers A 50       | 29.5   |
| 11   | Václav Vlček      | Tchécoslovaquie | Avia BH-11         | 29     |
| 12   | Federico Guazetti | Italie          | IMAM Ro-5          | 28.5   |
| 13   | F. Kirsch         | Allemagne       | Klemm L 26         | 27.75  |
| 14   | Mario Stoppani    | Italie          | CANT 26            | 27.25  |
| 15   | Hubert Broad      | Royaume-Uni     | de Havilland DH.60 | 26.25  |

### Épreuve de rallye
La deuxième partie du concours consistait en un rallye de 5 942 km sur l’Europe selon le parcours Paris - Bâle - Genève - Lyon - Marseille - Saint-Raphaël - Turin - Milan - Venise - Zagreb - Belgrade - Bucarest - Turnu Severin - Budapest - Vienne - Brno - Prague - Breslau -  Varsovie  - Poznań - Berlin - Hambourg - Amsterdam - Bruxelles - Paris. Les principaux point de cheminement étaient : Belgrade, Varsovie et Paris. Ce n'était pas un simple rallye, mais plutôt un essai de capacité de l'avion sur un aussi long chemin. Les facteurs importants étaient : maintenir une bonne vitesse de croisière, une régularité du vol (couvrant au moins une étape par jour et passer la nuit sur des aérodromes désignés) et l'absence de réparations majeures. Le nombre maximum de points à obtenir dans un rallye était de 119 (70 pour une vitesse de croisière, 35 pour la régularité, 14 pour la fiabilité).
| Pos. | Pilote                   | Équipe      | Avions             | Points    |
| ---- | ------------------------ | ----------- | ------------------ | --------- |
| 1.   | Friedrich-Wilhelm Morzik | Allemagne   | BFW M.23b          | 119 pts   |
| 2.   | John Carberry            | Allemagne   | Raka RK-25         | - 119 pts |
| 3.   | Hubert Broad             | Royaume-Uni | de Havilland DH.60 | 109 pts   |
| 4.   | Wolf von Dungern         | Allemagne   | BFW M.23b          | 106,5 pts |
| 5.   | Umberto Gelmetti         | Italie      | IMAM Ro-5          | 104 pts   |
| 6.   | Federico Guazetti        | Italie      | IMAM Ro-5          | 99 pts    |
| 7.   | Winifred Spooner         | Royaume-Uni | de Havilland DH.60 | 99 pts    |
| 8.   | Gustavo Castaldo         | Italie      | IMAM Ro-5          | 99 pts    |
| 9.   | Francesco Lombardi       | Italie      | Fiat AS.1          | 99 pts    |
| 10.  | Batista Bottalla         | Italie      | Fiat AS.1          | 99 pts    |

### Classement final
| Pos. | Pilote                   | Équipe          | Avions              | Matricule   | Pts : tech + rallye | Total   |
| ---- | ------------------------ | --------------- | ------------------- | ----------- | ------------------- | ------- |
| 1    | Friedrich-Wilhelm Morzik | Allemagne       | BFW M.23b           | D-1673 / A4 | 19.5 + 119          | 138.5   |
| 2    | Hubert Broad             | Royaume-Uni     | de Havilland DH.60G | G-AAHS / H5 | 26.25 + 109         | 135.25  |
| 3    | John Carberry            | Allemagne       | Raka RK-25          | D-1701 / B3 | 12 + 119            | 131     |
| 4    | Robert Lusser            | Allemagne       | Klemm L 25 Ia       | D-1714 / C2 | 30.5 + 97.75        | 128.25  |
| 5    | Federico Guazetti        | Italie          | IMAM Ro-5           | ? / M3      | 28.25 + 99          | 127.25  |
| 6    | Wolf von Dungern         | Allemagne       | BFW M.23b           | D-1674 / A3 | 20.25 + 106.5       | 126.75  |
| 7    | František Klepš          | Tchécoslovaquie | Avia BH-11          | L-BABG / T1 | 32.5 + 94           | 126.5   |
| 8    | Gustavo Castaldo         | Italie          | IMAM Ro-5           | I-IACE / M2 | 25.25 + 99          | 124.25  |
| 9    | Umberto Gelmetti         | Italie          | IMAM Ro-5           | ? / M1      | 18 + 104            | 122     |
| 10   | Winifred Spooner         | Royaume-Uni     | de Havilland DH.60G | G-AAAL / H6 | 22.5 + 99           | 121.5   |
| 11   | Waldemar Roeder          | Allemagne       | Junkers A 50be      | D-1683 / D5 | 30.25 + 90.25       | 120.5   |
| 12   | Carlo Benasatti          | Italie          | IMAM Ro-5           | I-FARO / K8 | 19.25 + ?           | 117.75? |
| 13   | Francesco Lombardi       | Italie          | Fiat AS.1           | ? / K3      | 18.5 + 99           | 117.5   |
| 14   | Batista Bottalla         | Italie          | Fiat AS.1           | ? / K4      | 18 + 99             | 117     |
| 15   | Hans Wirth               | Suisse          | Klemm L 25 Ia       | ? / S2      | 32.5 + 81.75        | 114.25  |
| 15   | Reinhold Poss            | Allemagne       | Klemm L 25 Ia       | D-1713 / C6 | 30.25 + 84          | 114.25  |
| 22   | M. Weiss                 | France          | Potez 36            | F-AJGT / F5 | 23.75 + 74.75       | 98.5    |
| 26   | Maurice Finat            | France          | Potez 36            | F-AJGW / F6 | 18.50 + 72.75       | 91.25   |
| 27   | Werner Junck             | Allemagne       | Albatros L.82b      | D-1706 / B9 | 25.25 + 64.75       | 90      |
| 28   | Raymond Delmotte         | France          | Caudron C.191       | F-AJGH / E7 | 12.75 + 72.75       | 85.5    |
| 31   | Jacques Maus             | France          | St Hubert G.1       | OO-AKY / H2 | 18 + 54.5           | 72.5    |

Le premier prix était de 100 000 francs français, le 2ème de 50 000 FF, le 3ème de 25 000 FF, 16 autres équipages recevraient 7 350 FF.
Le concours fut un succès pour l'équipe allemande, incluant John Carberry, mais seuls 12 équipages allemands sur 24 ont terminé le concours. L'équipe italienne a obtenu un très bon résultat - 9 équipages sur 12 ont terminé.
Avec la victoire allemande, le Challenge suivant de 1930 fut organisé en Allemagne. La nouvelle réglementation de 1930 met davantage l'accent sur la partie technique, exigeant des avions plus perfectionnés.